# Alejandro Rangel Hidalgo

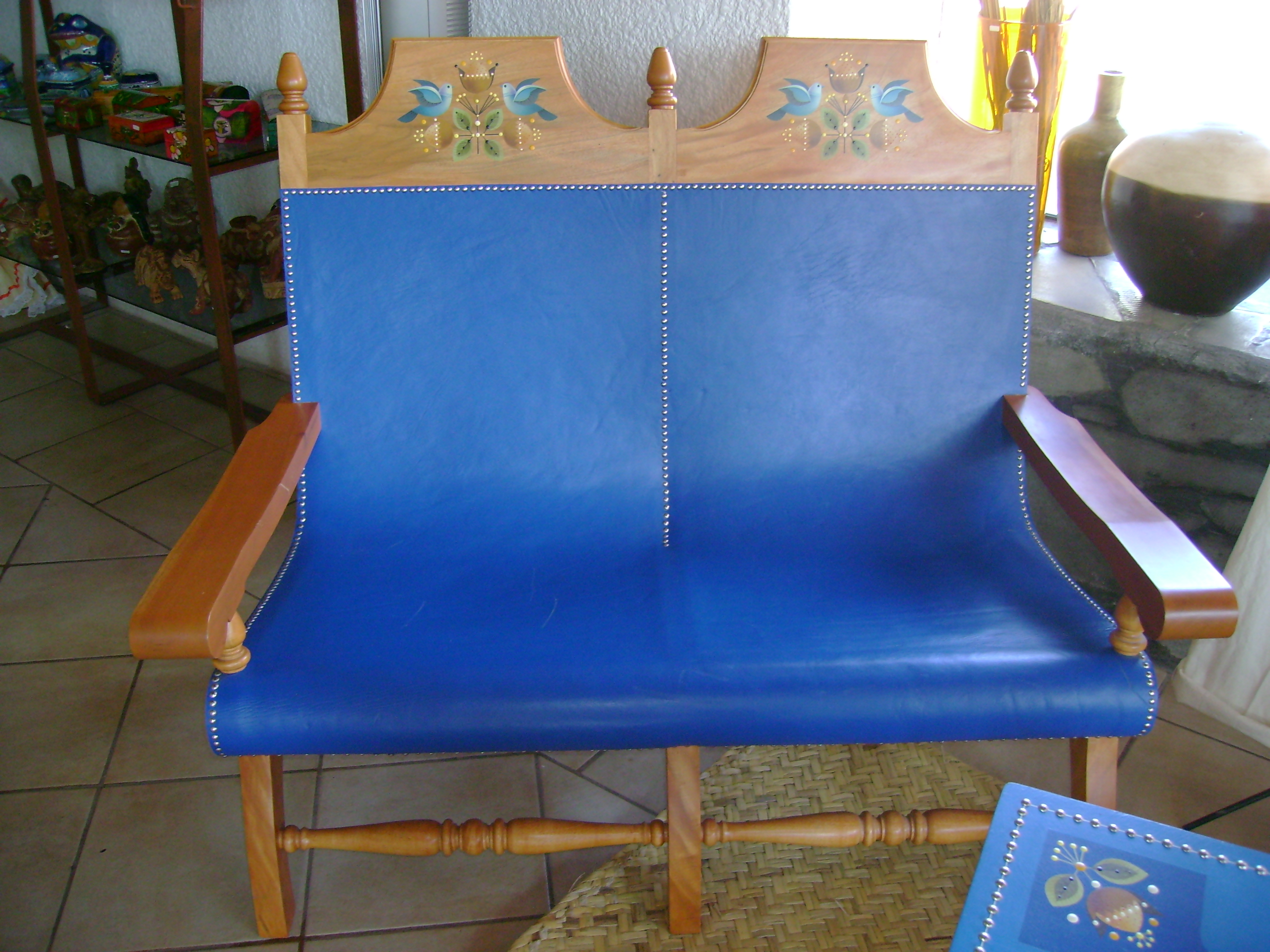
Mueble estilo Rangeliano en el pueblo de Comala.

Alejandro Rangel Hidalgo (1923-2000) fue un artista y pintor mexicano, diseñador de muebles y herrería (llamado, a veces, estilo rangeliano). Nació el 2 de febrero de 1923 en la ciudad de Colima, Colima. Su estilo se conformó en gran parte a su multifacética labor como pintor, coleccionista, diseñador, ilustrador gráfico y escenógrafo. Estudió la preparatoria en el Instituto de Ciencias de Guadalajara. En 1947 viajó a Europa para dedicarse durante dos años a recorrer centros de arte y museos de España y Francia mediante una beca, es ahí donde trabaja por un tiempo como escenógrafo para ballets y óperas. De regreso en México comienza a trabajar como ilustrador de libros, trabajando con escritores extranjeros y mexicanos. Fue el creador de una colección de tarjetas navideñas que al dar la vuelta al mundo fueron premiadas por el Unicef y lo hicieron merecedor de importantes reconocimientos, con la colección Ángeles Pre-hispánicos y Ángeles de este mundo. En 1993 obtuvo el premio de Artes y Humanidades. Su faceta de diseñador la desarrolló cuando fundó la Escuela de Artesanías de Comala. Como escenógrafo destaca su labor con el Ballet Folclórico del Estado de Colima junto a Rafael Zamarripa creado durante el Rectorado del Lic. Jorge Humberto Silva Ochoa.
A su muerte, en 2000, la Universidad de Colima adquirió la antigua hacienda azucarera que fue su casa en el poblado de Nogueras, para albergar en sus terrenos el museo y estudio Rangel Hidalgo, hoy conocido con el nombre de Museo Universitario Alejandro Rangel Hidalgo, que conmemoraban la vida y obra de este pintor y así crear un centro de estudios, un parque ecológico y un museo en sus instalaciones. Este espacio es un lugar antiguo, se dice según el Instituto Nacional de Antropología e Historia que probablemente fueron los Franciscanos que vinieron a evangelizar a los colimenses los que construyeron este lugar.

## Reconocimientos y trayectoria
- Fundación de la Escuela de Altamira al lado de Matias Goeritz
- Fundación de la Escuela de Arquitectura de la Universidad de Guadalajara
- Fundación de la Facultad de Arquitectura de la Universidad de Colima al lado de Gonzalo Villa Chávez
- Doctor honoris causa (1999) de la Universidad de Colima.
- Premio otorgado por el Unicef.
- Premio Colima a las Artes (1993)

- Datos: Q4714647